# Казнёв, Пьер де
Пьер де Казнёв (фр. Pierre de Caseneuve или Cazeneuve; 1591—1652) — французский историк, юрист и лексикограф.
Историко-правоведческие трактаты Казнёва — «Traité du franc-alleu» (Тулуза, 1641) и «La Catalogne française, où il est traité des droits du roi sur les comtés de Barcelone et Roussillon» (Тулуза, 1644). В молодости опубликовал также роман «La Caritée ou La Cyprienne amoureuse» (Тулуза, 1621). Труд Казнёва «Происхождение французского языка» (фр. «Origines de la langue française») спустя почти полвека после его смерти был опубликован в составе известного Этимологического словаря Жиля Менажа (Париж, 1694).